# 布列斯特隔都
布列斯特隔都，又称布列斯特-利托夫斯克隔都或布格河畔布热西奇隔都（波蘭語：getto w Brześciu nad Bugiem，意第緒語：‎）是纳粹于1941年12月在德占波兰创建的犹太人隔都。隔都成立前六个月，德国军队在巴巴罗萨行动中占领了原被苏联占领的波兰第二共和国东部领土，接管了布列斯特（波兰语称布热西奇）。1942年10月15日至18日，布热西奇约20,000名犹太居民中的大部分被杀害，此时距隔都成立不到一年。根据卡尔·艾伯哈德·薛恩加特的命令，5,000人在当地的布雷斯特要塞被处决；其余犹太人以“重新安置”的幌子送到大屠杀列车上，运到布隆纳山僻静森林中的刑场处决。

## 背景
俄普奥瓜分波兰之前，布列斯特属于波兰统治，原名布热西奇-立陶夫斯基。瓜分波兰之后到第一次世界大战之前，布热西奇（当时称为布列斯特-利托夫斯克）被俄罗斯帝国控制了一百年，所有商业活动在很大程度上遭到了忽视。波兰重新独立后，布列斯特-利托夫斯克于1923年3月20日被更名为布格河畔布热西奇。在第二次世界大战之前，布格河畔布热西奇是波兰第二共和国的波萊謝省首府，拥有最显著的犹太人人口。在波兰统治该市的二十年间，该市新建的36所学校中共有10所公立犹太学校和5所私立犹太学校，以意第绪语和希伯来语作为教学语言。布热西奇历史上第一所犹太学校于1920年开学，此时波兰刚刚重获独立。1936年，犹太人占布热西奇人口的41.3％，共计21,518人。约有80.3％的私营企业归犹太人所有。  
就在第二次世界大战爆发之前，1939年5月15日在布热西奇的巴扎上发生了反犹太人的骚乱。一些犹太人将其归类为波兰人反犹骚乱；然而当时白俄罗斯族占人口的17.8％，苏联代理以系统灌输的方式在其年轻人中宣扬军国主义；当地的俄罗斯族和乌克兰族也被灌输了类似的思想。

## 隔都历史

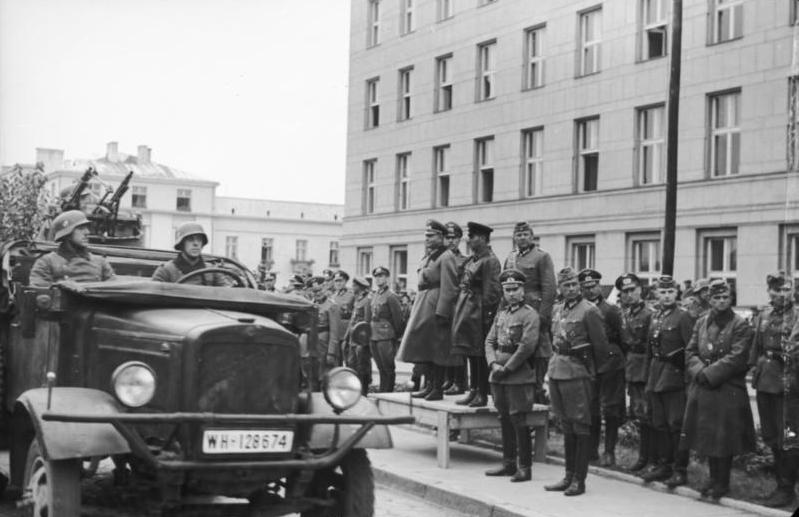
在1939年德苏联合入侵波兰后，两国军队于1939年在布列斯特举办联合阅兵。依据两国间的《莫洛托夫-里宾特洛甫条约》要求，海因茨·古德里安将该市交给红军

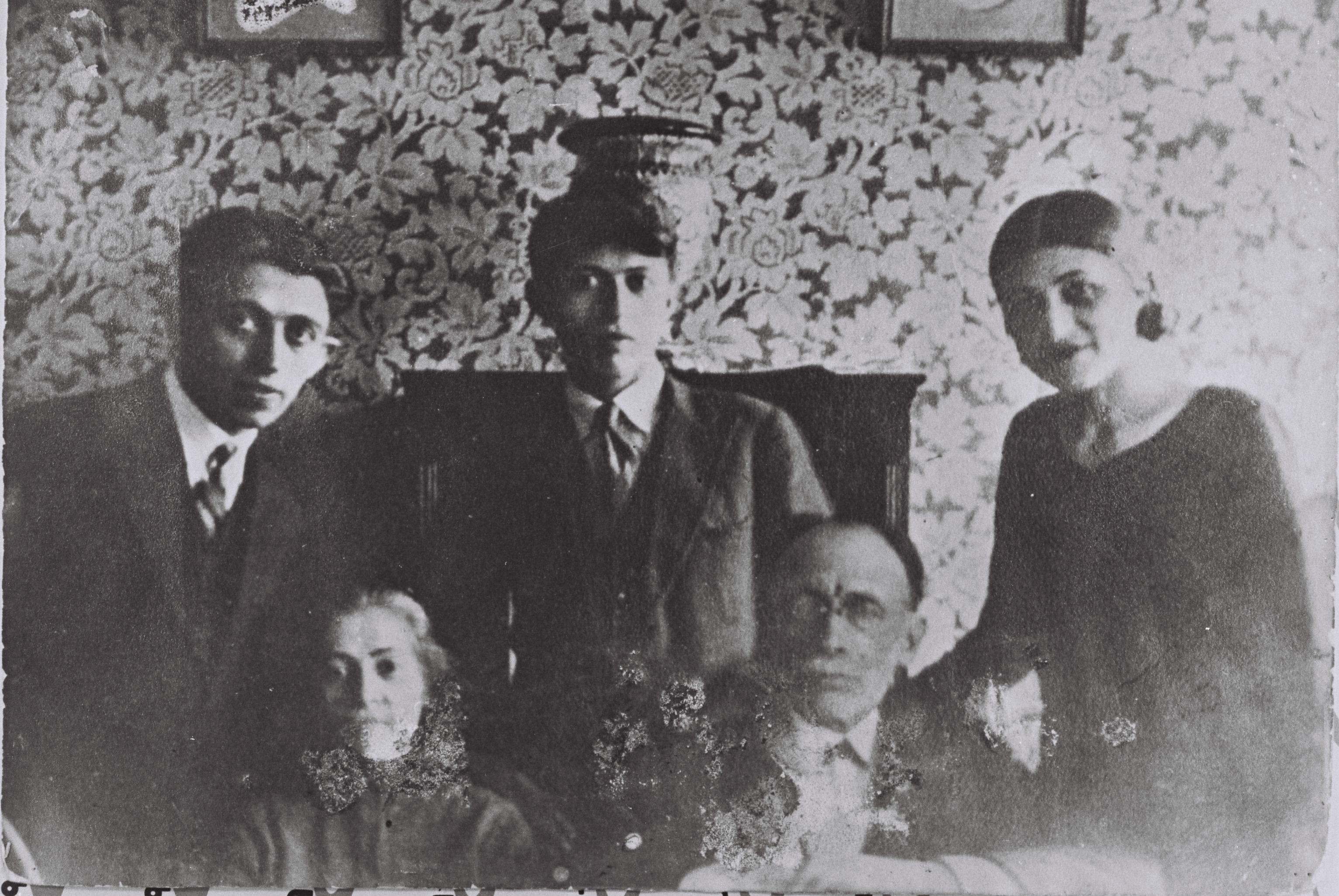
布列斯特-利托夫斯克犹太社区的贝京（Begin）一家。后排左起：赫尔茨（Herzl）、梅纳赫姆（Menahem）、雷切尔（Rachel, 母姓Halpern）。前排左起：哈西亚（Hassia）和泽夫·多夫·贝京（Zeev Dov）。照片摄于1932年12月12日。泽夫·多夫、哈西亚与赫尔茨没能活过犹太人大屠杀。梅纳赫姆·贝京后来成为以色列总理。

1939年9月德国和苏联入侵波兰期间，布热西奇市被德国军队占领，并于1939年9月22日在苏德布列斯特-立陶夫斯克联合阅兵中移交给苏联。内务人民委员部秘密警察在当地人中操办了一场虚假选举，投票在恐惧的气氛中进行；随后不久整个省便被苏联吞并。苏联随后将波兰人和犹太人大规模驱逐到西伯利亚。
德军于1941年6月22日对苏联发动了巴巴罗萨行动，同日占领布列斯特。1941年6月24日，由党卫队三级突击队中队长Schmidt指挥的15人安全警察分队抵达布列斯特。1941年12月16日，德国人将布列斯特置于乌克兰总督府的管理之下，并在该市为约18,000名波兰犹太人建立了一个犹太隔都。隔都中的犹太人遭遇了数月的驱逐和临时大规模处决。1941年7月10日至12日，党卫队一级突击队大队长卡尔·艾伯哈德·薛恩加特领导的德国別動隊在一夜之间屠杀了5,000名犹太人，其中包括13岁男孩和70岁的老人。路过布列斯特和比亚韦斯托克的秩序警察营执行了更大规模的射杀行动。“布列斯特犹太人的第一次大屠杀——克里斯托弗·布朗宁写道——不是由臭名昭着的别动队实施的，而是7月中旬由第307警察营在国防军的援助下，根据希姆莱的秩序警察局长庫爾特·達呂格的命令实施的”。 

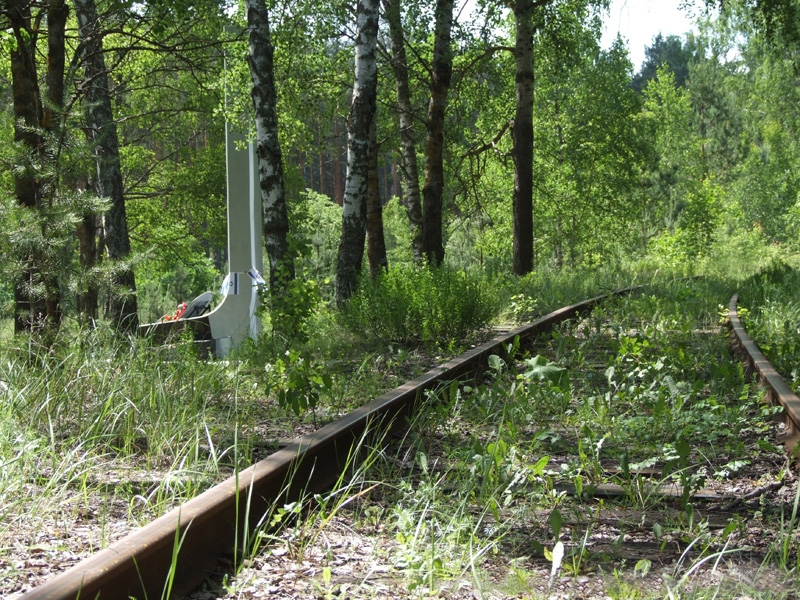
布隆纳山附近的旧铁路线，标出了纳粹大规模屠杀布热西奇及附近的其他隔都犹太人的位置。

1941年8月，德国人从布列斯特的犹太人手中榨取了价值约2600万卢布的现金和贵重物品。
1942年10月15日，犹太人被围捕以便“重新安置”，并在城市东北部的布隆纳山森林被处决。约有几百名犹太人在隔都中就地处决：其中包括体弱多病者、犹太警察、医院工作人员、儿童之家的孩子、以及老人院中的老人。在2天的行动中，大约有16,000人遇害。犹太人在集中营中组建的抵抗组织“解放”和“复仇”计划在清场期间袭击并牵制德国人，从而使得犹太人得以逃走；但德国人获悉了相关计划，行动因此被挫败。
一些犹太人设法通过躲藏来避免清场。由波兰人、白俄罗斯人和乌克兰人组成的当地警察定期搜查藏匿的犹太人。被捕的犹太人要么被警察枪决，要么被送进监狱。被捕后在监狱关押的大约300至400名犹太人随后乘坐火车运往巴拉诺维奇。 

### 大屠杀救援
1943年6月，布列斯特圣十字教区总铎扬·乌尔班诺维奇（Jan Urbanowicz）因帮助犹太人而被德国人处决。另一位波兰神父，来自布列斯特附近科布林（Kobryń）的瓦迪斯瓦夫·格罗贝尔尼牧师（Władysław Grobelny）于1942年10月15日与他正在帮助的犹太人一起被处决。 
1941年底，共产党地下党成员为几个人购买了身份证，使他们免于被驱逐。几个家庭被当地共产党地下党领导朱里科夫（P. Zhulikov，1943年自杀身亡）的家人隐藏起来。1944年7月红军重新夺回了布列斯特时，该市只有20名犹太人幸存者。来自布列斯特的泽里克森博士（Zelikson）逃到华沙，与另外8名犹太人一同藏匿在该城雅利安区的Maria Langiewicz 和 Jan Langiewicz的学校里。 
1940年被逐出扎波罗沃（Zaborowo）的犹太人蒂德尔一家（Tiders）在布列斯特遇害；全家仅有时年24岁的大儿子孟德尔·蒂德尔（Mendel Tider）因在为德国人铺路而幸免于难。孟德尔逃到了博赫尼亚，在那里他从邻居那里遇到了Józef Langdorf。  二人一起逃回扎波罗沃，并在Mika一家六口的农场避难。Mika一家像亲戚一样对待两人，免费为两人提供食物直到解放。 2000年，在Józef Langdorf的夫人争取下，Mika一家的三名成员被以色列授予国际义人称号。Stefan Mika当时73岁，住在克拉科夫；Mika一家的父母也获得了国际义人称号，但当时已过世几十年。 
其他获得承认的救援人员包括P. Grigoriewicz、Maria Kurianowiczowie 与 Ignacy Kurianowiczowie、W. Niesterenko、A.Łabasiuk、A. Stelmaszuk. P. Makaren（拯救了一个名叫M. Engelman的小男孩，以及Maria 和 Szulamit Kacaf 两姐妹）、Sofia Gołowczenko 与 Piotr Gołowczenko（救出了 Izraela Mankierów，Nechemii Mankierów 和 Lii Mankierów）。F. Budziszewska冒着生命危险救出了一名年轻的犹太男孩R. Lewin，于2004年被授予国际义人称号。

### 战后
隔都曾长期作为布列斯特的建筑工地。2019年2月，隔都旧址发现发现了一座乱葬冢。考古人员回收了600具尸体，但据估计该冢可能有超过1000具尸体。自当年1月起，当地就开始发现受害者的鞋子、衣物和个人物品。

## 拓展阅读
- .   [2013-05-30]. （原始内容存档于2011-09-01）. .   [2013-05-30]. （原始内容存档于2011-09-01）. .   [2013-05-30]. （原始内容存档于2011-09-01）.隔都的德国照片，于2013年5月30日检索。
- 布列斯特隔都建立64周年
- 耶胡达·鲍尔《重新思考大屠杀 （页面存档备份，存于）》，耶鲁大学出版社，pp.   153-155。